# Падри Пасионисти (Ђенова)
Падри Пасионисти је насеље у Италији у округу Ђенова, региону Лигурија.
Према процени из 2011. у насељу је живело 8 становника. Насеље се налази на надморској висини од 118 м.